# مدخل بيكر
مدخل بيكر هو مدخل صغير في منطقة الساحل الشمالي لكولومبيا البريطانية بكندا، ويمتد شرقًا من قناة غرينفيل المقابلة لجزيرة بيت، إلى الجنوب من مدخل كوميالون.